# Giudecca
Giudecca [džudèka]), je skupina osmih malih otokov v Beneški laguni v Jadranskem morju in je sestavni del mesta Benetke, od čigar središča jo loči širok plovni kanal. Upravno spada pod italijansko deželo Benečija (pokrajina Benetke). Skupina osmih otokov, ki ležijo tesno drug ob drugem in so povezani z raznimi mostovi, se običajno obravnava kot en sam otok, ker sestavni deli temeljijo na skupni podvodni bazi. Čeprav gre za sestavni del Benetk, otok nima kopne povezave s središčem mesta, ki je dosegljivo samo po vodnih poteh.

## Poimenovanje
Pod Beneško republiko so bili obsojenci (beneško zudegai) konfinirani na največjem od teh otokov, ki je zato dobil ime Zuecca [dzuèka] in je danes La Giudecca. Po njem se je pozneje vsa skupina osmih otočkov začela imenovati Giudecca. Danes se skupini pripisuje tudi otok Sacca Fisola (1480 prebivalcev) in trije povezani otočki Sacca San Biagio, ki ležijo zahodno od Giudecce in so z njo povezani z mostom. Razpotegnjena vrsta otokov se zaključi z neobljudeno, a močno poraslo bareno. Na nasprotnem koncu, torej vzhodno od Giudecce, leži otok San Giorgio Maggiore.
V zvezi s poimenovanjem tega otoka je vredno omeniti teorijo (1), ki ugotavlja, da se več krajev v Istri imenuje Zudeca [zudèka]. Beseda, ki v Istri pomeni delavnico za strojenje kož, morda izhaja iz starega beneškega naziva za to obrt, kar bi dalo nov pomen imenu Giudecca.

## Zgodovina
Giudecca je bila od nekdaj sestavni del Benetk, najprej kot vrsta obdelanih vrtov in polj, za katere v samem središču mesta ni bilo prostora. Zgodovinski podatki poročajo o treh družinah, ki jim je dož poklonil posestva na teh otokih kot odškodnino za krivo obsodbo. Razen teh so bili tod naseljeni kaznjenci, ki jih je Serenissima izgnala iz mesta. Po propadu Beneške Republike, ko ni bilo več nadzora nad javnim redom, je postal otok nekakšno pribežališče za vse vrste zlikovcev. Bogati zemljiški lastniki so se odselili in poslopja so propadala. Prihajali so novi naseljenci in pozidala se je vsa površina, a rajon je ostal na slabem glasu vse do preteklega stoletja. Po drugi svetovni vojni so stekle razne akcije za obnovo stanovanjskih zgradb in za utrjevanje zemljišč, kar je privedlo do popolne spremembe v sestavu prebivalstva. Danes je Giudecca rezidenčni predel Benetk.